# Niraeus tricolor
Niraeus tricolor là một loài bọ cánh cứng trong họ Cerambycidae.